# Bullenkloster
Bullenkloster ist eine umgangssprachliche Bezeichnung für verschiedene Arten von Wohngebäuden, die ausschließlich für die Unterbringung von Männern konzipiert sind. Im Speziellen wird der Begriff angewandt auf:
- Ledigenheime, die von größeren Unternehmen zur Sammelunterbringung alleinstehender Betriebsangehöriger eingerichtet werden. Besonders typisch war diese Einrichtung für die bedeutenden Zechen im Ruhrgebiet. Auch Containerunterkünfte an Großbaustellen tragen häufig diese Bezeichnung.
- Wohnanlagen, die gleichfalls von Unternehmen für unverheiratete Mitarbeiter geschaffen werden. Im Unterschied zu den Ledigenheimen handelt es sich hierbei nicht um Sammelunterkünfte mit Mehrbettzimmern und gemeinschaftlich genutzten Räumen, sondern um Wohnhäuser mit konventionellen Wohnungen, die jedoch auf die Benutzung durch Einzelpersonen statt Familien zugeschnitten sind.
- Lehrlingsheime, in denen große Unternehmen ihre männlichen Auszubildenden unterbringen.
- Wohnheime für Polizeischüler

In einigen Regionen (z. B. dem Ruhrgebiet) wurde der Begriff in den 1970er/1980er-Jahren auch abwertend für Polizeiwachen verwendet, hat sich aber heute größtenteils verloren und ist daher nur noch wenigen in diesem Zusammenhang bekannt.

## „Bullenkloster“ in Film und Literatur
- Laß jucken, Kumpel 2. Teil – Das Bullenkloster (Film)
- Ralf Rothmann: Das Bullenkloster. In: Ein Winter unter Hirschen. Suhrkamp, Frankfurt am Main 2003, S. 21–39
- Hans Henning Claer: Das Bullenkloster, 1972 (Roman)
- Martin Hentschel: Lass jucken! Die Kumpelfilme der 1970er. Selbstverlag, Düsseldorf 2014, ISBN 978-1-5007-9847-5
- 37 Grad: Dokumentation über das „Bullenkloster“ in Kiel (Memento vom 11. Juli 2021 im Internet Archive),  In: ZDF vom 11. Juli 2016